# ジョアン・ロドリゲス
ジョアン・ツズ・ロドリゲス （またはロドリーゲス、ポルトガル語：João “Tçuzu” Rodrigues、中国語：陸若漢、1561年（1562年）? – 1633年8月1日）は、ポルトガル人のイエズス会士でカトリック教会司祭。同名の司祭（ジョアン・ジラン・ロドリゲス João “Girão” Rodrigues）と区別してツズ（通事、通訳の意）と呼ばれた。
ポルトガル北部のセルナンセーリェ (Sernancelhe) に生まれ、少年のうちに日本に来て1580年イエズス会に入会、長じて日本語に長け、通訳にとどまらず会の会計責任者（プロクラドール）として生糸貿易に大きく関与し、権力者との折衝にもあたるほどの地位に上り詰めたが、後に陰謀に遭って1610年、マカオに追放された。マカオではおなじく追放されてきた日本人信者の司牧にあたったほか、マカオ市政にも携わり、明の朝廷にも派遣された。日本帰還を絶えず願うも叶わず、マカオに歿した。日本語や日本文化への才覚を以て文法教科書『日本大文典』、『日本語小文典』を著したほか、『日本教会史』の著者としても知られる。

## 生涯

### 誕生から司祭叙階まで
ロドリゲスは、1561年（あるいは1562年）に、ポルトガルのベイラ地方ヴィゼウ県のセルナンセーリェに生まれる。家族や日本に来るまでのことについて確かなことは何一つ知られるところにないが、セルナンセーリェは山深い「田舎」であり、彼自身述べているようにポルトガルでは教育を受けていなかったと考えられている。ロドリゲスはポルトガルを1574年ごろ離れてインドに向かい、マカオを経て 1577年日本に到着した。
ロドリゲスが日本に到着してから1580年にイエズス会に入会するまでのことはくわしく知られないが、この間、京に行ったこと、耳川の戦い（天正6年（1578年））に居合わせたことはのちに自身で書きのこしている。
その後1580（天正8）年、ロドリゲスはイエズス会に入会し、新設の修練院（ノビシャド）に入った。それは、同年、同会巡察使のアレッサンドロ・ヴァリニャーノが指示して臼杵に修練院、府内にコレジオなどの教育施設を建設させたものであった。初期の教育施設は書籍などの教材に事欠き、ヴァリニャーノ自身修練院で講義をなすなど教師の優秀さに頼ったものであった。
ロドリゲスは1581年に府内のコレジオに移り、人文学の課程で主にラテン語を学び、すぐれた教養で知られた養方軒パウロにより日本語の指導も受けていた。また、ペドロ・ゴメスによってヨーロッパの自然科学の講義もなされていた。83年より哲学の課程が始まり、人材不足などの影響により、18か月で課程を終え、85年からスペイン人神学者ペドロ・デ・ラ・クルス (Pedro de la Cruz) に就いて神学の課程に入る。しかし、これも島津氏の大友氏侵攻によってコレジオと修練院は山口に退避し、翌年に豊臣秀吉が施薬院全宗の働きかけによりバテレン追放令を発するに至り中断させられる。
1587年にふたたび神学を学びはじめたが、人文学の課程の講師になったため、ふたたび中断する。88年には安土（現・近江八幡市安土町）から有馬領の八良尾に移転された神学校で日本人学生にラテン語を教えることとなった。90年に神学を再開したが、91年は通訳としてヴァリニャーノに従っていたため、長崎に戻ってからの92年から95年にかけて諸聖人修院 (Casa de todos os Sanctos) で修了したと見られる。
ロドリゲスは、1595年10月、同時に司祭叙階を受けることになった叙階志願者とともにマカオに旅立った。日本にはまだ司教が到着していなかったからである。1593年日本司教に任命されたドン・ペドロ・マルティンス (Don Pedro Martins) は、1594年にマカオに到着していたが、スマトラ島に逮捕されているマカオ司教のレオナルド・デ・サ (Leonardo de Sá) に代り司教職を執り行っていた。そのマルティンスにより、1596年、5名の叙階志願者らとともに叙階され、日本司教一行は、8月に長崎に上陸した。

### 通訳から財務担当になるまで
ヴァリニャーノは、ローマ派遣から戻ってきた天正遣欧少年使節とゴアで合流し、1588年6月、マカオに到着するが、87年のバテレン追放令を知り渡日を延期。追放令は厳格に適用されていないことも伝わっていたが、イエズス会の高位の宣教師のままでの渡日は避けポルトガル・インド副王使節として秀吉に面会し、事態の打開を図ろうとした。日本側での受け入れ可否を確かめたうえで、1590年7月日本に渡り、訪問の際の通訳としてロドリゲスを選んだ。それまでヴァリニャーノの通訳はルイス・フロイスだったが、年老い、病を得たため新任されたのであった。
ヴァリニャーノは正式な大使ではなく、ふたたび宣教をしに来たのではないかと疑われていたが、1591年3月（天正19年閏正月）、豪華な贈り物も功を奏したのか、一行は聚楽第で秀吉から例にない歓待を受けた。通訳に当ったロドリゲスは秀吉の信をとりわけ受け、別の日にひとりで呼ばれてしたしく語らう機会を得た。秀吉はインド副王への返礼品について話しあい、その後の歓談は夜にまでおよんだ。ヴァリニャーノが九州に戻ったあとも、返書の協議のためとしてロドリゲスは京に留めさせられた。
秀吉は、所用で京を離れて戻ってくると、再びイエズス会への態度を悪化させた。さらに、ヴァリニャーノは一度も離日していないという噂を耳にすると、宣教師追放徹底を考えはじめ、インド副王への返書にもその旨を書かせる。しかし、同年8月にポルトガル船の荷物を取り押さえようとして失敗する事件があると、イエズス会の不在がポルトガル貿易に影響が出ることを知り、京都所司代の前田玄以の仲介でロドリゲスが取りなしたのを受けて疑いを解いた。返書の内容を穏当なものに修正する求めもつつがなくなされ、ロドリゲスは半年の在京を終えて長崎に戻った。この訪問は成功と言えたが追放令は破棄されず、イエズス会の存在はいまだからくも黙認されたに過ぎなかった。この後、ロドリゲスは離日まで大小の権力者との交渉に当ってゆくことになる。
1592（天正20）年、秀吉が朝鮮侵攻の指揮のため名護屋に到着すると、宣教師追放令が厳格になされていないことが知られるのを恐れたイエズス会では、ロドリゲスとポルトガル船長を名護屋に訪問させた。秀吉はそれを喜び、一月のあいだ名護屋に留めさせた。ロドリゲスは病を得て長崎に帰るが、秀吉がそれを知ると、名護屋で治療できただろうと憤慨し、施薬院全宗がロドリゲスは西洋人なので、かの地の療法でなければ効果がないのだと取りなしたという。
1593（文禄2）年、ポルトガル船が長崎に着くと、船長らを引き連れて名護屋を訪問し、歓待の席で黒人のダンスや西洋楽器演奏などが披露され、たいへん興がられたという。このとき、徳川家康や前田玄以らと面会し、キリスト教の教義や、仏教の天体論と異なるキリスト教の天体論を説き、宗論を争わせた。家康は禅僧のいる前でロドリゲスの話を聞き、それらが論理的であると評し、追放令が解除されるまで、自身の領地で秘密裏に生活することを認めたという。また、大型船に鉄甲を被らせた舟を何隻も目撃したという。
1594年と95年にも秀吉を訪れる。とくに95年には、絹の小袖を贈答に用いよと贈られ、加えて、中国から絹を輸入するよう依頼され、必要な代金として2000石を与えられた。これはロドリゲスの生糸貿易としてもっとも早い記録である。
ロドリゲスは、1595年にマカオに出帆し、96年、司祭に叙階されて日本に戻る。同時に渡日した日本司教マルティンスは到着以来司教職の職務に追われていたけれども、インド副王大使の資格によって途日したため、同年11月（文禄5年9月）、完成したばかりの伏見城において、秀吉に先年の国書の返礼を奉じた。
ロドリゲス帰国直前の1596年10月（文禄5年8月）、サン＝フェリペ (São Felipe) 号事件が起っていた。この事件が進展してゆくうちに、秀吉は宣教師たちがスペインの日本征服の露払いであることを確信し、宣教師らの逮捕を命じた。そこで、近畿にいたフランシスコ会士とフランシスコ会・イエズス会の日本人同宿、一般信徒のあわせて24名（のち2名増加）が逮捕され、市中引きまわしののち、1597年2月5日（慶長元年12月19日）、長崎において処刑された（二十六聖人殉教事件）。
1598年9月18日（慶長3年8月18日）、秀吉が死去する。二十六聖人殉教事件に伴い、1597年、再度の追放令に接し日本を退去し、ゴアへ向かう途中死亡したマルティンスに代り、日本司教となったルイス・デ・セルケイラ (Luis de Cerqueira)が、3度目の日本訪問となるヴァリニャーノとともに、8月5日に長崎に到着する。追放令発令直後の司教とイエズス会巡回師来日が不評を買うのを恐れて、司教らはロドリゲスを名代として船長らをともなわせて訪問させた。9月4日（8月3日）に、伏見城で単身呼ばれたロドリゲスは、病床の秀吉を見舞う。翌日にも呼ばれると、秀吉はロドリゲスの訪問を喜び、最後になろうことを言う。ロドリゲスは死期の迫った秀吉にキリスト教の教義を説こうとするが、秀吉は答えず、話を変えた。
秀吉の死後、イエズス会は有力な大名にイエズス会保護を訴え、追放令撤回はされなかったが、石田三成や徳川家康から存在を認容される。石田三成や、キリシタン大名の小西行長らは、関ヶ原の戦いで敗れ処刑される。徳川家康は、フランシスコ会の関東宣教を容認してスペインとの通交をもくろんだが、ポルトガルとの貿易も維持しようとして、イエズス会にも在住を認めた。これらの交渉役は、もっぱらロドリゲスが当っていた。
1598年の末、ロドリゲスはイエズス会日本管区の会計係 (Procurador) に任命される。

### 財務担当から追放まで
1601年6月、教皇への従順を誓う最終誓願を立てる。これは、ロドリゲスが会士として高く評価されたというよりも、会計係の重要性のたかまりから高位の宣教師が就く必要が生まれ、ロドリゲスが誓願を立てる許可を得られたとみられている。会計係となったばかりでなく、1601年には、家康とポルトガル商人・イエズス会との直接交渉役も命ぜられ、家康の貿易代理人としてますます重要性を高めた。
家康とフランシスコ会の接近に、キリシタン容認とイエズス会の地位低下の危機の予感を得たイエズス会は、1606年、日本司教セルケイラが伏見で家康の謁見を受け、翌年にはイエズス会日本副管区長パシオとともに、駿府の家康と江戸の秀忠を訪問する。どちらでも厚遇を受け、キリシタン禁制の解かれる日も遠くないことのように思われた。
当時の日本副管区では、日本やポルトガルでの宣教保護から十分な資金を得られなかったため、マカオ＝長崎間の貿易仲介によって必要な資金を得ていた。貿易の不安定さによる収入の逓減と、副管区の体制が整うのに伴い増大した出費と、日本での保護者への贈答品にかかる費用によって、副管区の会計は慢性的な赤字であり、ロドリゲスは貿易によって得られる利益の拡大に力を入れていた。秀吉や家康などからの依頼による貿易代行がそれであるが、他にも生糸の価格決定への関与などへも精力的に関わった。
その一方、これらの商行為や政治への関与は、強い反感と反撥をもたらした。イエズス会では、聖性を乱すとして、かねてより商行為への関与は否定的に見られており、強い制約が与えられていた。その制約が緩和され、ますます活溌になるのを見るにつけ、貿易を容認する日本管区上部にイエズス会総長や教皇からの圧力を求める声があがった。貿易は托鉢修道会からとくに強く批判され、周囲の大名は、ロドリゲスの政治介入について批判した。長崎奉行の長谷川藤広と、長崎代官の村山等安らによってロドリゲス排除が試される（但しこの試みは失敗した）など、立場が次第に危うくなっていった。
1609年、ノサ・セニョーラ・ダ・グラサ (Nossa Senhora da Graça) 号（別名マードレ・デ・デウス (Madre de Deus) 号、岡本大八事件）の一件（ノサ・セニョーラ・ダ・グラサ号事件）が起ると、長谷川藤広と村山等安はふたたび誣告し、ついに1610年、家康の命により追放されてしまった。
ロドリゲスは、日本にいる間に日本語文法書の執筆に取りくみ、1604年に印刷がはじめられ1608年に印刷が終結した。これが『日本文典』（Arte da Lingoa de Iapam, 日本の言語についての文法学書）である。ラテン語学における伝統的な文法体系に基づいて日本語の文法を整理しようとしたもので、イエズス会の先達の文法書を下敷きにしつつ、独自の観点でラテン語文法の枠組みを日本語に見合うように拡張もしている。ロドリゲスが多忙のなかでどのように執筆したか、また、ロドリゲスがこの文典を編むにあたって教養のある日本人が協力したと強く推察されるが、それはどんな人物であったのか、印刷になぜ遅れが出たのかということについて詳らかでないが、経済的な困窮やロドリゲスの多忙により原稿が完成していなかったかなどと考えられている。

### 中国にて
日本を追放された後のロドリゲスは主にマカオに住んだ。
1612年に没したフランチェスコ・パジオの遺命に従い、ロドリゲスは1613年から1615年にかけて中国各地を視察して、日本と中国で共通のカテキズムを使用できるかどうかを調査した。ロドリゲスはマテオ・リッチが翻訳したカテキズムを読み、そこに多くの誤りがあることを1616年の手紙で指摘した。日本のイエズス会宣教師はキリスト教の神を意味する語としてラテン語「Deus」そのままを用いていたのに対し、リッチの翻訳では神を「上帝」、天使を「天神」のように儒教用語で呼んでいた。ロドリゲスの考えではこれは誤りであり、中国でも日本と同様にラテン語をそのまま使うべきであり、従来の著作は全部書き直すべきだとした。ロドリゲスに遅れて日本から追放されて中国へやってきた宣教師も、ロドリゲスに賛成した。当時の中国宣教師を率いていたニコロ・ロンゴバルドはロドリゲスの意見に賛成であったが、この提案は多くの賛否両論を呼んだ（典礼論争を参照）。
1623年に大秦景教流行中国碑が見つかったが、その中でキリスト教の神を意味する語にシリア語の音訳（阿羅訶）を使っていた。ロドリゲスはこれを自分の正しさを証明するものと考えた。
1627年（または1628年）に嘉定でこの問題に関する会議が開かれた。その結果、
- キリスト教の神は「天主」と呼び、「上帝」・「天」は禁止する。
- ただし、リッチの著作はそのままとする。

と定められた。この結論はロドリゲスの意見からはかけ離れたものだった。
崇禎年間に、徐光啓は満州族の攻撃に対して西洋の大砲が有効であると進言した。ロドリゲスは崇禎元年（1628年）にマカオから北京へ大砲を運ぶ一隊に同行した。途中の涿州でホンタイジの軍隊にあい、これを撃退するのに大砲が効果あったとされるが、董少新・黄一農は記述が誇張されているのではないかという。一隊は崇禎3年1月3日に北京に到着した。その後、もっと大規模な西洋の軍隊を派遣する進言がなされたが、盧兆龍が反対したために中止になった。すでに300人ほどの鉄砲隊が南昌まで来ていたが、中止の知らせを聞いて引き返し、ロドリゲスひとりが報告のために北京に赴いた。
1630年にロドリゲスが登州で巡撫の孫元化の軍事顧問をしていたとき、朝鮮からの使節である鄭斗源に会い、国王の仁祖へ紅夷砲、千里鏡、自鳴鐘などの器物や書物を贈ったことが『国朝宝鑑』に記録されている。
ロドリゲスは、1633年8月1日、ヘルニアの悪化によりマカオで死去し、聖ポール天主堂跡に埋葬された。

## 著書
ロドリゲスの著作としては、ポルトガル語で、『日本大文典』(Arte da Lingua de Iapam)、『日本語小文典』(Arte Breve da Lingoa Iapoa)、日本教会史 (Historia da Igreja de Iapam) があり、うち前2作が刊行されている。日本教会史も刊行するために執筆を開始したものの、完成することなくロドリゲスが没し、手稿も分散し、一部は湮滅した。
ポルトガル語の教育を充分に受けていなかったため、書体や修辞などのまずさについて、しばしば断っていた。ロドリゲスは、しかし、日本のことには精通しており、自負もあって、その記述は細部におよんでいた。

### 日本語文典
大航海時代当時の宣教会は、現地民教化にあたっての必要性から、おおくの文法書を編纂・刊行している（宣教言語学ともいう）。ロドリゲスはふたつの文典、すなわち言語指南をものしている。まず1604年から1608年にかけて刊行された『日本大文典』と1620年刊行の『日本語小文典』があり、イエズス会の日本研究の粋を集めたものともなっている。

#### 『日本大文典』
1604年から08年にかけて、長崎で刊行された。出版時の標題は『日本文典』（Arte da Lingoa de Iapam）であるが、『日本語小文典』と対比して大文典（Arte Grande）とも呼ばれる。オクスフォード大学ボドレイアン図書館とイングランドのクロフォード伯家に伝わる。内容は3部に分かれ、第1巻は形態論、第2巻では品詞論を説き、第3巻で文体や呼称などを扱っている。
その説明は、宣教言語学において一般的であったように、ラテン語学の枠組みに基づき、形態論的な問題を中心としてなされる。また、支配層を通じて布教しようとしたイエズス会にとって、また支配層との折衝にとくにあたっていたロドリゲスにしてみれば、実用文法書には典雅な文体や官位や通称をどのように使いこなすかという問題が取り扱われてしかるべきものであった。
影印は
- 『日本文典』土井忠生解題、三橋健書誌解説、勉誠社、1976

がある。土井忠生によって日本語に翻訳されている。
- 土井忠生訳『日本大文典』三省堂、1955

#### 『日本語小文典』
1620年にマカオで刊行された。出版時の標題は、Arte Breve da Lingoa Iapoaである。ロンドン大学オリエント・アフリカ研究所 (SOAS) とポルトガルのアジュダ公共図書館に伝わる。『日本大文典』とおなじく、3巻に分かれるが、取り扱う事項の排列に差がある。
『日本大文典』が詳細を究めたものである一方、本書は、初学者のために、簡潔に示すことを目指したものである。そのため、ただ大文典より簡潔であるというだけではなく、その後の研究成果も盛り込まれ、また大文典より明確に書かれている箇所も少なくない。
影印は
- Arte bre[ve] da lingoa Iapoa [tirada] da arte grande da me[sma] lingoa, pera os que começam a apren[der] os primeiros principios della. Tenri: Tenri University Press, 1972.
- 『日本小文典 : ロンドン大学オリエント・アフリカ研究所蔵』福島邦道編、笠間書院、1989

がある。翻刻としては、
- 日埜博司訳『日本小文典』新人物往来社、1993

がある。
パリ国立図書館（当時は王立図書館）に所蔵されていた写本をもとに、ランドレス (Ernest Augustin Xavier Clerc de Landresse, 1800-1862) によってフランス語に抄訳されたが、誤訳や、日本語のつづりの不適当な処置などが目立つとされる。そのいっぽう、刊本の稀少のなか比較的普及し、キリシタン資料の価値が見いだされる機縁ともなった。
- Landresse, C., tr. Élémens de la grammaire japonaise. Paris: Librairie orientale de Dondey-Dupré père et fils, 1825

そのほか、全訳として前述の日埜博司のほかつぎのものがある。
- 池上岑夫訳『ロドリゲス日本語小文典』上下、岩波文庫、岩波書店、1993

#### 『日葡辞書』編纂について
『日葡辞書』について、その編纂は「一人のパアデレが幾人もの日本人と共に」あたったとされ、個々人の名は『日葡辞書』に明記されない。そこで、イエズス会のなかで日本語の第一であったロドリゲスが編纂の責に当ったとする見解が生まれたが、ロドリゲスの関与を示す同時代の記述は全くなく、また、ロドリゲスが日本大文典で採った日本語記述の方針と日葡辞書における方針とで相反することが多く、強く否定されている。イタリア人イエズス会士のダニエロ・バルトリ (Daniello Bartoli) の『イエズス会史』(Istoria della Compagnia di Gesu) には、根拠不明ながら、ポルトガル人司祭のフランシスコ・ロドリゲス (Fransisco Rodrigues) がその任に当ったと記されているが、フランシスコ・ロドリゲスは補遺をも含めた日葡辞書完成以前に離日しているといい、編纂の実態を明らかにしうるに至っていない。

### 『日本教会史』
イエズス会本部より日本の教会の歴史をまとめるよう要請があったもので、そもそもはマテウス・デ・コーロスが任じられていたものを、彼が辞退したためにロドリゲスが任にあたることになったものである。そこで、あらためてロドリゲスと原マルティノに命が下された。出版のてはずが整えられるはずであり、浄書も作成されたが、結局刊行されることはなく、写本のみが残された。大部分がアジュダ公立図書館にのこる。
全訳は、
- ジョアン・ロドリーゲス『日本教会史』江馬務・佐野泰彦・土井忠生・浜口乃二雄（上）・池上岑夫・伊東俊太郎・佐野泰彦・長南実・土井忠生・浜口乃二雄・藪内清（下）訳、大航海時代叢書IX–X、岩波書店、1967–70
- Rodriguez, Joaõ. João Rodrigues's account of sixteenth-century Japan. Trans. Michael Cooper. London: Hakluyt Society, 2001

がある。ただし、Cooperのものは第2書第2部を欠く。

## 評価
ロドリゲスは、日本語能力を買われ、通訳として、豊臣秀吉や徳川家康をはじめとする支配者との交渉に係わっただけでなく、イエズス会においてとくに高位のものに許された最終誓願をも立てた修道士であり、日本管区の経営にもふかく係わった。また、その随一の日本語能力から文法家としても重要な著作を残している。